# Abraham Elzas
Abraham Elzas (Alkmaar, 14 september 1908 – Amsterdam, 5 september 1995) was een Nederlands architect. Hij heeft lange tijd voor het Bijenkorfconcern gewerkt als hoofdarchitect. Tevens heeft Elzas meegeholpen aan de Lekstraatsynagoge.
- Biografisch Portaal: 40157896
- RKD-Nederlands Instituut voor Kunstgeschiedenis: 126926
- Union List of Artist Names: 500033821
- Virtual International Authority File: 95889428